# Landesamt für Denkmalpflege Baden-Württemberg

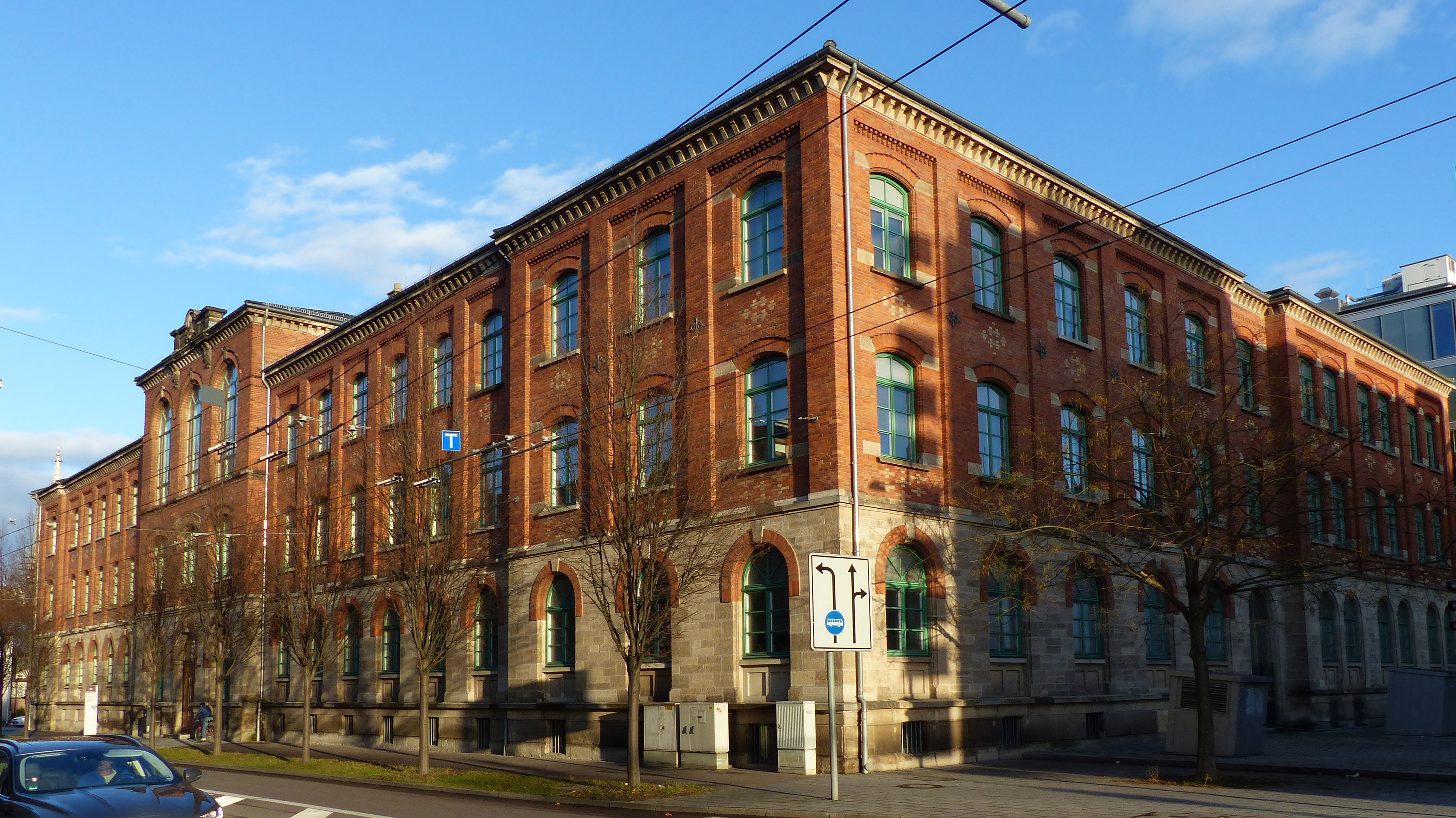
Sitz des Landesamtes für Denkmalpflege in Esslingen am Neckar

Das Landesamt für Denkmalpflege Baden-Württemberg (LAD) ist eine Abteilung des Regierungspräsidiums Stuttgart (Abteilung 8). Es ist zuständig für übergeordnete Aufgaben der Denkmalpflege in Baden-Württemberg. Sein Sitz ist in Esslingen am Neckar.

## Geschichte
Bis zur Gründung des Landesdenkmalamtes Baden-Württemberg 1972 ist die staatliche Denkmalpflege in den Ländern Baden, Württemberg und Hohenzollern sowie ab 1945 in den Ländern Südbaden, Württemberg-Baden und Württemberg-Hohenzollern getrennt organisiert. Zudem gibt es von Anbeginn an zum Teil unterschiedliche Zuordnungen der Konservatoren zum Schutz der Baudenkmale und der archäologischen Denkmalpflege.

### Bis 1945

#### Baden
1853 wurde August von Bayer per Erlass von Friedrich I. von Baden zum ersten staatlichen Konservator der Kunstdenkmale in Baden berufen. Seine Aufgaben:
1. möglichst genaue Kenntnis von dem Dasein und dem Zustand der in dem Großherzogtum befindlichen Kunstdenkmale sammeln
2. die gesammelten Kenntnisse aufzeichnen
3. die Erhaltung der Kunstdenkmale fördern.[2]

1875 folgte ihm zunächst Ernst Wagner, bereits 1876 übernahm Gustav Kachel (* 1. August 1843; † 31. März 1882 in Karlsruhe) die Fürsorge für die öffentlichen Baudenkmale. Eine seiner Leistungen war die gute Restaurierung der Ruine des Klosters Allerheiligen. Nach dem frühen Tod Kachels übernahm 1882 erneut Ernst Wagner die Betreuung der Baudenkmale, zusätzlich zur Leitung der Altertümersammlungen, die er von 1875 bis 1919 innehatte. 1898 wurde Philipp Kircher Konservator für die öffentlichen Baudenkmale.
Parallel gab es mit Franz Xaver Kraus seit 1882 einen Konservator für die kirchlichen Altertümer. Von 1909 bis 1948 war Joseph Sauer großherzoglich-badischer Konservator der kirchlichen Denkmäler.
Eine Neuorganisation der Baudenkmalpflege erfolgte 1920 unter Leitung des Finanzministeriums, die Gründung des Landesamtes für Denkmalpflege Baden erfolgte jedoch erst 1934. Es wurde zunächst beim Badischen Landesmuseum angesiedelt und dessen Direktor Hans Rott übernahm zunächst die Leitung. 1935 ging die Geschäftsführung an Otto Linde im Nebenamt. 1939 folgte der Kunsthistoriker Karl Wulzinger (* 29. Juni 1886 Würzburg; † 26. Mai 1948 in Karlsruhe).

#### Württemberg
1858 wurde Konrad Dietrich Hassler zum ersten staatlichen Konservator für die Denkmale der Kunst und des Altertums berufen.
Seine Nachfolge trat 1873 Eduard Paulus der Jüngere an. Während Paulus durch seine dichterische Sprache in zahlreichen Veröffentlichungen für die Schönheit und Bedeutung der Denkmale warb, setzte sich sein Nachfolger Eugen Gradmann für gesetzliche Regelungen in der Denkmalpflege ein. Er übernahm 1900 das königlich württembergische Landeskonservatorium.
1905 gelang es Gradmann, für die Betreuung von Münzkabinett und Lapidarium sowie für die archäologischen Aufgaben des Landeskonservatoriums zunächst je eine Assistentenstelle zu schaffen, 1909 die Stelle des zweiten Konservators. Er gewann den Altphilologen Peter Goessler und den Kunsthistoriker Julius Baum. Bis zu seinem Ruhestand 1920 hatte er die Gründung des Württembergischen Landesamtes für Denkmalpflege bewirkt: Am 12. Juni 1920 wurden die Satzungen des nunmehr neu benannten
Landesamts für Denkmalpflege erlassen.
1920 wurde Peter Goessler in der Nachfolge von Eugen Gradmann zum Direktor der Altertümersammlung und zum Landeskonservator berufen. Goessler gliederte das Amt in sechs Gruppen:
1. Geschichtliche Baudenkmäler – nebenamtlich Ernst Fiechter
2. Geschichtliche Kunstdenkmäler – Julius Baum, unterstützt von Richard Schmidt, vorher Volontär, der Nachfolger Baums werden sollte. Hier erfolgte der Schutz und die Pflege beweglicher Denkmäler, in erster Linie kirchliche Ausstattungsstücke, daneben die Freilegung und Konservierung von Wandmalereien; daneben war vor allem Schmidt entscheidend an Arbeiten der Gruppe 1 beteiligt. Eine weitere wichtige Aufgabe war die Fortführung und Ergänzung des Landesverzeichnisses der Baudenkmale, da es bis dahin nur zögernd Eintragungen gegeben hatte.
3. Vor- und Frühgeschichtliche Denkmäler, verwaltet von Goessler selbst unter Mitarbeit von Oskar Paret.
4. Natur und Landschaft (1922) – Vorstand der Naturaliensammlung, Martin Schmidt, später Hans Schwenkel.
5. Archivalien – von der Archivdirektion verwaltet.
6. Volkstum (1923) – August Lämmle.

Gleichzeitig wurden Bezirksorgane ins Leben gerufen, so genannte „Pflegschaften“, kleine Außenstellen im Oberamt, gebildet durch freiwillige Helfer, deren Aufgabe in erster Linie darin bestand, zu beobachten und über alle Vorgänge im Land, die irgendeine Abteilung der Denkmalpflege betrafen, dem Landesamt zu berichten. Diese Pflegschaften sollten selbständige Arbeitsgemeinschaften sein, die den Gedanken der Denkmalpflege in das Allgemeinbewusstsein tragen sollten.

1934 wurde Goessler auf Betreiben des Leiters der Fachgruppe Vorgeschichte im KfdK, Hans Reinerth, sämtlicher Ämter enthoben. Seine Aufgaben übernahm kommissarisch Hans Schwenkel.

#### Hohenzollern
Ferdinand von Quast (1807 bis 1877) war als preußischer Konservator auch für die Hohenzollernschen Lande zuständig.
1897 wurde Wilhelm Friedrich Laur (1858 bis 1934) Landeskonservator der Kunstdenkmäler Hohenzollerns. Bereits seit 1888 hatte er die Inventarisation der Kunstdenkmäler in Hohenzollern vorangetrieben.
1934 wurde Walther Genzmer (1890 bis 1983) Leiter der Denkmalpflege in Hohenzollern.

### 1945–1952

#### Südbaden
In Südbaden wurde die Baudenkmalpflege nach Ende des Zweiten Weltkriegs zunächst kommissarisch von Joseph Schlippe betreut. Nach Erlass des Badischen Denkmalschutzgesetzes 1949 wurde er von Leo Wohleb 1951–1956 zum Leiter des Landesamtes für Denkmalpflege und Heimatschutz ernannt.
1946 wurde Wolfgang Kimmig zum Professor an die Universität Freiburg berufen und übernahm gleichzeitig die Leitung der ur- und frühgeschichtlichen Denkmalpflege Südbadens.

#### Württemberg-Baden
Im Land Württemberg-Baden wurden zwei staatliche Landesämter eingerichtet. In Stuttgart wurde nach Ende des Zweiten Weltkriegs Gustav Wais zum Direktor des Württembergischen Landesamts für Denkmalpflege ernannt. Als einziger verbliebener Konservator war Richard Schmidt verantwortlich für die Baudenkmale.
Zum kommissarischen Leiter der Denkmalverwaltung in Karlsruhe wurde 1945 Arthur Valdenaire (* 12. März 1883 in Bretten; † 15. Januar 1946 in Karlsruhe) ernannt. Nach dessen Tod 1946 war Otto Haupt bis zu seinem Rücktritt Ende 1949 Leiter des Landesdenkmalamtes. 1950 folgte ihm Emil Lacroix (* 12. Juli 1905 in Karlsruhe; † 26. Januar 1965 ebenda; Kunsthistoriker) in diesem Amt nach. Die Abteilung für Ur- und Frühgeschichte übernahm 1950 Albrecht Dauber.

#### Württemberg-Hohenzollern
Die Leitung der Denkmalpflege für Württemberg-Hohenzollern in Tübingen übernahm 1945 Adolf Rieth.

### 1952–1972
1952 wurden in Nordwürttemberg (Stuttgart), Nordbaden (Karlsruhe), und Südwürttemberg (Tübingen) Staatliche Ämter für Denkmalpflege eingerichtet. In Südbaden (Freiburg) entstand das Amt für Ur- und Frühgeschichte und 1953 ebenfalls ein Staatliches Amt für Denkmalpflege.

### 1972–2005

Landesdenkmalamt Baden-Württemberg, Organigramm 1972

Das Denkmalschutzgesetz Baden-Württemberg vom 25. Mai 1971 hat neben den eingehenden Rechtsbestimmungen und Definitionen auch die Organisation der staatlichen Denkmalpflege neu geordnet. Statt der bisherigen Zersplitterung in die Staatlichen Ämter für Denkmalpflege für die vier Regierungsbezirke hat ab 1. Januar 1972 mit dem Inkrafttreten des Gesetzes das Landesdenkmalamt in Stuttgart als Landesoberbehörde für den Denkmalschutz mit Außenstellen in Freiburg, Karlsruhe und Tübingen die Aufgaben der Denkmalpflege zentralisiert übernommen. Dienstsitz waren die Neckarstraße, Eugenstraße 7 und bis 2003 die Villa Gemmingen in Stuttgart. 2003 zog das Landesdenkmalamt in das ehemalige Schelztorgymnasium in Esslingen.

### 2005–2015
Das Landesdenkmalamt Baden-Württemberg (LDA) wurde zum 31. Dezember 2004 im Zuge einer Verwaltungsreform des Landes Baden-Württemberg aufgelöst. Seine Aufgaben wurden verteilt:
- landesweite und überregionale Aufgaben wurden dem Regierungspräsidium Stuttgart, Abteilung 8 (Landesamt für Denkmalpflege, LAD) übertragen.
- die regionale Denkmalpflege wurde auf die Regierungspräsidien des Landes verteilt (bis dahin Außenstellen des LDAs), jetzt Referat 26 des jeweiligen Regierungspräsidiums in Freiburg, Karlsruhe, Tübingen und Stuttgart (Esslingen).

### Seit 2015
Mit dem 1. Januar 2015 erhielt das Landesamt für Denkmalpflege wieder eine zentralere Rolle. Es bleibt als Vor-Ort-Präsidium im Regierungspräsidium Stuttgart angesiedelt. Die Fachreferate in den Regierungspräsidien Freiburg, Karlsruhe und Tübingen wurden als regionale Referate aufgelöst und in die fachliche Organisation des Landesamtes eingegliedert. Die Dienstsitze blieben erhalten.
Das Landesamt für Denkmalpflege ist jetzt wieder Fachbehörde für die Landesdenkmalpflege Baden-Württemberg und als Abteilung 8 im Regierungspräsidium Stuttgart ein Vor-Ort-Präsidium.
Leiter des Landesamtes für Denkmalpflege ist Abteilungspräsident Claus Wolf. Stellvertretende Abteilungsdirektoren sind Landesarchäologe Dirk Krausse und Landeskonservatorin Ulrike Plate.
Es gibt zwei zentrale Referate:
Referat 81 Recht und Verwaltung (Referatsleiter Sebastian Schnierle)
Referat 82 Denkmalfachliche Vermittlung (Referatsleiterin Beata Hertlein).
Die Bau- und Kunstdenkmalpflege gliedert sich in drei Referate:
Referat 83.1 (Referatsleiter Martin Hahn) Inventarisation
Referat 83.2 (Referatsleiterin Ulrike Plate) Praktische Bau- und Kunstdenkmalpflege
Referat 83.3 (Referatsleiterin Claudia Mohn) Spezialgebiete
Die Archäologische Denkmalpflege ist in vier Referate gegliedert:
Referat 84.1 (Referatsleiter Dirk Krausse) Grundsatz, Leitlinien, Spezialdisziplinen
Referat 84.2 (Referatsleiter Christian Bollacher) Inventarisation, Planungsberatung, Archivierung und Grabungscontrolling
Referat 84.3 (Referatsleiter Jörg Bofinger) Prähistorische Archäologie
Referat 84.4 (Referatsleiter Jonathan Scheschkewitz) Provinzialrömische, frühgeschichtliche, mittelalterliche und neuzeitliche Archäologie

## Präsidenten seit 1972
- 1972–1977: Georg Sigmund Graf Adelmann von Adelmannsfelden
- 1977–1994: August Gebeßler
- 1992–2009: Dieter Planck
- seit Juli 2010: Claus Wolf

## Aufgaben
Das Landesamt für Denkmalpflege hat landesweite Zuständigkeiten für landeseinheitlich zu erledigende Fach- und Steuerungsaufgaben sowie wissenschaftliche Fachdienste.
Das Landesamt für Denkmalpflege im Regierungspräsidium Stuttgart ist zuständige Behörde für die fachliche Denkmalpflege. Es unterstützt die Denkmalschutzbehörden in allen Angelegenheiten der fachlichen Denkmalpflege bei der Ausführung dieses Gesetzes. Dabei hat es im Rahmen der Vorgaben der obersten Denkmalschutzbehörde insbesondere die Aufgaben,
1. fachliche Grundlagen und Leitlinien für Methodik und Praxis der Denkmalpflege zu erarbeiten und deren landeseinheitliche Umsetzung sicherzustellen,
2. die Aufstellung von Denkmalförderprogrammen vorzubereiten und abzuwickeln,
3. Kulturdenkmale und Gesamtanlagen in Listen zu erfassen, zu dokumentieren und zu erforschen,
4. Dritte, insbesondere die Eigentümer und Besitzer von Kulturdenkmalen, denkmalfachlich zu beraten,
5. die zentrale denkmalfachliche Öffentlichkeitsarbeit durchzuführen und das vom Denkmalschutz umfasste kulturelle Erbe des Landes und die Maßnahmen zu seinem Erhalt in der Öffentlichkeit zu vermitteln,
6. zentrale Fachbibliotheken, Dokumentationen, Fachdatenbanken sowie sonstige zentrale Dienstleistungen zu unterhalten und
7. Steuerbescheinigungen nach § 10 g des Einkommensteuergesetzes zu erteilen, soweit keine Zuständigkeit des Landesarchivs besteht.[11]

## Organisation der Denkmalpflege in Baden-Württemberg
Die Denkmalschutzverwaltung in Baden-Württemberg ist in drei Ebenen gegliedert: untere Denkmalschutzbehörden, höhere Denkmalschutzbehörden und eine oberste Denkmalschutzbehörde. Die unteren Denkmalschutzbehörden sind mit den unteren Baurechtsbehörden identisch. Dies sind im Wesentlichen die Landratsämter und die größeren Gemeinden und Verwaltungsgemeinschaften. Die Aufgaben der höheren Denkmalschutzbehörden nehmen die vier Regierungspräsidien wahr. Oberste Denkmalschutzbehörde ist seit dem Jahr 2021 das Ministerium für Landesentwicklung und Wohnen Baden-Württemberg.
Das Landesamt für Denkmalpflege nimmt die Aufgabe der fachlichen Denkmalpflege wahr. Es berät die Denkmalschutzbehörden und die Eigentümer.
Zur finanziellen Unterstützung privater Bauherren und bürgerschaftlicher Initiativen wurde 1985 die Denkmalstiftung Baden-Württemberg gegründet.

## Gesetzliche Grundlagen
- 1910: Württembergische Bauordnung, Artikel 97[14]
- 1914: Verordnung, Ausgrabungen und Funde betreffend. Gesetzes- und Verordnungs-Blatt für das Großherzogthum Baden Nr. XLI 1914, S. 290f.[15]
- 1914: Verfügung des Ministeriums des Kirchen- und Schulwesens zum Vollzug des Gesetzes vom 14. März 1914, betreffend den vorläufigen Schutz von Denkmalen im Eigentum bürgerlicher oder kirchlicher Gemeinden sowie öffentlicher Stiftungen (Reg. Bl. S. 45). Vom 21. März 1914 (S. 82f., Kopie). (Gültigkeit sollte schon 1. Juli 1915 ablaufen, wurde immer wieder verlängert, noch 1958 in Kraft.)
- Ausdehnung auf bewegliche Denkmäler in privatem Eigentum: Gesetz vom 14. Mai 1920, Regierungsblatt 1920, S. 305.
- 1953: Verfassung des Landes Baden-Württemberg vom 11. November 1953 (GBl. S. 173), Artikel 3c (2) „Die Landschaft sowie die Denkmale der Kunst, der Geschichte und der Natur genießen öffentlichen Schutz und die Pflege des Staates und der Gemeinden.“[16]
- 1972: Denkmalschutzgesetz Baden-Württemberg[17]

## Publikationen
- Denkmalpflege in Baden-Württemberg